# Unplanned - La storia vera di Abby Johnson
Unplanned - La storia vera di Abby Johnson (Unplanned) è un film del 2019 scritto e diretto da Cary Solomon e Chuck Konzelman. Si basa sul libro di memorie del 2011 Unplanned dell'attivista anti-abortista  Abby Johnson. Il film, interpretato da Ashley Bratcher nei panni della Johnson, mette in scena la sua vita di direttrice di una clinica per Planned Parenthood e la sua successiva transizione all'attivismo contro l'aborto.
Il film è stato distribuito nelle sale negli Stati Uniti dallo studio cristiano evangelico Pure Flix il 29 marzo 2019. Il titolo provvisorio era Redento e i dettagli sull'argomento sono stati nascosti al pubblico, al fine di ridurre al minimo le proteste degli attivisti "pro-choice" (difensori del diritto all'aborto). Il CEO conservatore di My Pillow Mike Lindell è stato produttore esecutivo e appare nel film in un ruolo cameo.

## Trama
La trama segue da vicino il libro di memorie di Abby Johnson, Unplanned. Il film si apre con una rappresentazione della vita familiare di Johnson con suo marito, Doug, e la figlia, Grace. Nella voce fuori campo, Abby Johnson afferma di essere stata indotta con l'inganno a partecipare a Planned Parenthood. La scena si sposta a un'epoca nel 2009, in cui un collega di Abby le chiede di fare da assistente in una procedura di un aborto per aspirazione a tredici settimane di gestazione. La scena si conclude con Abby che se ne va in lacrime.
Con un flashback la scena si sposta alla Texas A&M durante una fiera del lavoro: in uno stand di Planned Parenthood,  il rappresentante della rete le spiega che il loro obiettivo finale era ridurre il numero di aborti. Questa spiegazione la convince a lavorare per loro. Come dipendente della clinica, incontra la direttrice Cheryl e assiste ai manifestanti contro l'aborto che si confrontano verbalmente con le donne che entrano. Una manifestante, Marilisa, è descritta come più gentile con le donne rispetto agli altri manifestanti e afferma che quelli della sua organizzazione, "Coalition for Life", "non sono qui per ferirle o condannarle".
Con un secondo flashback, la scena si sposta a quando Abby ha avuto i suoi due aborti, il primo come studentessa universitaria e il secondo dopo che si è sposata e poi ha divorziato Durante il secondo aborto, per $ 400,00, le viene somministrato il mifepristone in clinica e le viene detto che ci sarà "un piccolo sanguinamento", ma l'esperienza è descritta come terribilmente dolorosa, per dodici ore e poi seguita da "otto settimane di sangue". coaguli e crampi lancinanti" facendola temere per la sua vita.
La scena torna a oggi e riprende il lavoro di Abby alla clinica. La voce fuori campo spiega che sta facendo carriera nella rete di Planned Parenthood, malgrado tutti i membri della sua famiglia e i suoi amici disapprovino la sua scelta. Il film anticipa il suo secondo matrimonio con Doug, il quale si dice innamorato ma disapprova la sua carriera per motivi religiosi e morali.
Abby rimane incinta di Doug e decide di tenere il bambino. Nel frattempo, viene raffigurata una scena di un aborto fallito che ha luogo nella clinica: un collega dice ad Abby di non chiamare un'ambulanza perché le apparenze sono contro di loro Abby dà alla luce Grace e viene promossa direttrice, quando Cheryl viene trasferita a Houston. Prima che l'uragano Ike colpisca, Abby coordina in anticipo tutti gli aborti, anticipando che non sarà possibile eseguire le procedure per un po' dopo l'uragano. Abby vince il premio come "impiegata dell'anno" mentre Cheryl le dice anche che dovrebbe raddoppiare il numero di aborti.
A questo punto del film, Cheryl spiega che "Il non profit è uno status fiscale, non un modello di business!", e afferma che l'organizzazione guadagna dagli aborti nel modo in cui i fast food guadagnano con patatine fritte e bibite. Abby viene rimproverata per essersi opposta a questo, e poi alla fine rimproverata da Cheryl per insubordinazione, dopodiché rivediamo i primi momenti del film, appena prima della partecipazione di Abby alla procedura di aspirazione.
Abby va nell'ufficio del movimento "40 Days for Life", e dice in lacrime che non può rimanere al suo lavoro dopo quello che ha visto. Gli attivisti Marilisa e Shawn si offrono di aiutarla a trovare lavoro. Abby si dimette formalmente da Planned Parenthood ed entra in 40 Days for Life, al punto da essere dall'altra parte del recinto della clinica, gridando alle donne di non abortire. Planned Parenthood fa causa ad Abby per aver fatto trapelare informazioni riservate sulle loro operazioni e Shawn convince il suo amico avvocato Jeff a difenderla.
Nel 2013, la clinica in cui lavorava Abby ha chiuso. Abby organizza una festa nell'edificio abbandonato, in cui esprime rammarico per aver praticato aborti e averne avuti due lei stessa. Le didascalie di chiusura dicono che Abby continua a lavorare con il ministero "E poi non c'era nessuno", aiutando altri operatori della clinica per aborti a dimettersi, e trovare lavoro altrove.

## Accoglienza
La problematicità e complessità del tema trattato ha fatto sì che si attivasse un acceso dibattito sul film, tantoché alcuni cinema si sono addirittura rifiutati di proiettarlo nelle proprie sale. Nonostante queste difficoltà iniziali, il film negli Stati Uniti si è piazzato al 4º posto al botteghino nel weekend di uscita e nel 2019 è stato per un certo periodo in cima alle vendite dei DVD del genere drammatico su Amazon.
Diverse testate, appartenenti perlopiù all'area liberal-progressista, tra cui Variety, The Globe and Mail, The Guardian, e Toronto Sun hanno descritto il film come "propaganda".

Altre testate, tra cui Fox News e La Stampa, sottolineano l'onestà intellettuale e la schiettezza del film:
Il film è onesto e schietto sull'incontro nella vita reale di Johnson con l'aborto, mostrando la sua decisione, da giovane studentessa universitaria e, più tardi, da donna infelicemente sposata, di porre fine a due delle sue gravidanze. Prende di mira anche i manifestanti pro-vita eccessivamente aggressivi che infastidiscono le donne che entrano nelle cliniche.

Abby Johnson non esita a parlare dei segreti più terribili della sua vita, ma non usa mai, verso nessuno, parole d’odio o di condanna. La sua vicenda dimostra che l’amore, la gentilezza e la compassione possono fare la differenza nel dibattito sull’aborto.
Il New York Times ha riportato una valutazione della prima scena del film:
In quella prima scena, rappresentata nel trailer e nei poster come "il momento che ha cambiato tutto", Abby, interpretata da Bratcher, assiste all'interruzione di una gravidanza sotto guida ecografica a 13 settimane. L'ecografia, come mostrato sullo schermo, mostra un feto con testa, busto e arti riconoscibili che si dimena freneticamente lontano dalla sonda di un medico - un'azione che Abby in seguito descrive come "contorcersi e lottare per la propria vita" - prima di essere liquefatto dall'aspirazione.

 Data una descrizione di questa scena, Jennifer Villavicencio, una collega dell'American College of Obstetricians and Gynecologists apartitica che esegue aborti ecoguidati ma non ha visto il film, ha affermato che mentre un'ecografia di un feto di 13 settimane può mostrare un testa e corpo visibili, l'idea che "combatterebbe per la sua vita" è fuorviante.

 "Se guardi un'ecografia, sicuramente c'è movimento, ma non sta scalciando o indietreggiando", ha detto Villavicencio. Villavicencio nota che attualmente c'è consenso scientifico sul fatto che i feti non provano dolore fino a ben dopo 13 settimane. "Non c'è capacità neurologica per la consapevolezza del pericolo - quella parte del cervello semplicemente non è ancora lì". 
La valutazione del New York Times e i pareri scientifici espressi da Jennifer Villavicencio, su cui in parte tale valutazione si basa, sono tuttavia messi in dubbio da studi su riviste scientifiche di rilievo che sostengono che non si possa escludere la percezione di dolore da parte del feto già dalla 12ª settimana.

A questo proposito è utile tener presente anche la vicenda del ginecologo statunitense Bernard Nathanson, pioniere della pratica negli Stati Uniti, co-fondatore nel 1969 di una delle maggiori Associazioni statunitensi di supporto alla legalizzazione dell'aborto ("NARAL - National Association for the Repeal of Abortion Laws". Oggi "NARAL Pro-Choice America") e direttore Center for Reproductive and Sexual Health, a quel tempo la più grande clinica per gli aborti negli USA. Con alle spalle migliaia di aborti realizzati, l'avvento delle prime ecografie gli permise di vivere, nel 1973, un'esperienza di fronte ad un feto di appunto 12 settimane che lui rievoca con queste parole:
Noterete che quando la punta di aspirazione, che ora si trova qui, si muove verso il bambino, quest'ultimo si allontana da essa e compie movimenti molto più violenti e agitati. Il bambino si muove in modo molto più deciso. Il suo orientamento cambia di volta in volta. Si sta nuovamente sollevando. Ora la punta di aspirazione non ha toccato il bambino, anche se questo è estremamente agitato e si muove in modo molto più violento.
Molti giornalisti hanno messo in dubbio la veridicità del racconto di Abby Johnson. In particolare, Johnson ha affermato che la paziente il cui aborto ha portato alla sua decisione di lasciare Planned Parenthood era una donna di colore. Tuttavia, secondo il "Texas Monthly", solo un paziente servito dall'allora datore di lavoro di Johnson il 26 settembre 2009 era nero e non si trovava alla 13ª settimana di gravidanza, bensì alla 6ª. Forbes descrive la natura politica del film: "naturalmente, si lascia sfuggire il nome di George Soros e afferma che l'organizzazione non profit è una delle organizzazioni più potenti del pianeta... al contrario, diciamo, di un sacco da boxe politico costantemente in pericolo di essere definanziato."
Il film descrive Planned Parenthood come un ente che promuove l'aborto a scopo di lucro. Un personaggio, Cheryl (Robia Scott), afferma che Planned Parenthood guadagna dagli aborti come fanno i fast food vendendo patatine fritte e bibite.